# Houston, Arkansas
Houston är en ort i Perry County i delstaten Arkansas. Orten har fått sitt namn efter Sam Houston. Enligt 2020 års folkräkning hade Houston 143 invånare.